# پریلوکائین
پریلوکائین (به انگلیسی: Prilocaine)
رده درمانی: بی‌حس‌کننده موضعی
اشکال دارویی: ویال، آمپول و کرم

## موارد مصرف
پریلوکائین به‌عنوان بی‌حس‌کننده موضعی یا منطقه‌ایی تزریقی به‌منظور ایجاد بی‌حسی و انسداد عصبی بکار می‌رود، این دارو در دندانپزشکی نیز مصرف دارد. بی حس‌کننده آمیدی است.

## مکانیسم اثر
پریلوکائین ماده‌ای است که با رقابت با کلسیم در نشستن بر روی گیرنده‌های غشائی عصبی باعث کنترل عبور سدیم از وراء غشای سلولی می‌شود و مرحله دپولاریزاسیون پتاسیل عمل را کاهش می‌دهد. این اثرات با تثبیت برگشت پذیر غشای سلول‌های عصبی در نتیجه کاهش نفوذپذیری این غشا به یون سدیم، شروع و هدایت امواج عصبی را متوقف می‌کند.

## عوارض جانبی
عوارض جانبی به‌طور کلی به مقدار مصرف، محل تزریق و میزان‌غلظت پلاسمایی آن بستگی دارد. گیجی، ضعف تنفسی، تشنج، کاهش فشارخون وبرادی کاردی از عوارض جانبی این داروهستند.